# Акчам, Танер
Танер Акчам (тур. Taner Akçam; род. 23 октября 1953, Ölçek, Турция) — турецкий историк, социолог и публицист. Один из первых турецких академиков, признавших геноцид армян в Османской империи. В 1976 году Танер Акчам был арестован и приговорён к 10 годам тюремного заключения, но ему удалось сбежать из тюрьмы и перебраться в Германию, где он получил статус политического беженца. Организация Amnesty International признала Танера Акчама узником совести.

## Труды и публикации
- Турецкое национальное «Я» и армянский вопрос.
- Долгая история отрицания геноцида армян, журнал «Le Monde Diplomatique», сентябрь 2001 года.
- О «Турецко-Армянской комиссии по примирению», газета «Акос» от 19 октября 2001 года.
- 1915: легенды и реальность, Газета «Радикал», 23 мая, 2003 г.
- Akçam T. From Empire to Republic: Turkish Nationalism and the Armenian Genocide. — London: Zed Books Ltd, 2004. — 273 p. — ISBN 1842775278, ISBN 9781842775271.
- Акчам Танер. Турецкое национальное «Я» и Армянский вопрос / Переводчик Боджолян М.Т.. — М.: АО «Арио-Никс», 1995.